# Tommy St. Jago
Tommy Luciano St. Jago (Utrecht, 3 januari 2000) is een Nederlands voetballer die doorgaans als centrale verdediger en rechtervleugelverdediger speelt en uitkomt voor KV Mechelen.

## Clubcarrière

### FC Utrecht
De in Utrecht geboren St. Jago verruilde in 2008 amateurclub DVSU voor de jeugd van Ajax en sinds 2011 speelde hij in de jeugd van FC Utrecht. In september 2020 werd zijn contract voor het laatst opengebroken en verlengd tot de zomer van 2024.
St. Jago zat in het seizoen 2017/18 een wedstrijd op de bank bij Jong FC Utrecht, maar debuteerde pas het seizoen erna in de Eerste divisie. Dit was op 1 april 2019, in de met 2-1 verloren uitwedstrijd tegen Roda JC Kerkrade. Hij kwam in de achtste minuut in het veld voor Redouan El Yaakoubi. Zijn debuut in het eerste elftal van FC Utrecht maakte St. Jago op 24 januari 2020 in een 4-0 gewonnen wedstrijd tegen ADO Den Haag.
Nadat hij in het seizoen 2020/21 zo'n tweederde van de wedstrijden bij het eerstel elftal heeft mogen spelen, stevende St. Jago voor het seizoen 2021/22 af op een basisplaats. In de voorbereiding raakte hij in een wedstrijd tegen Fortuna Sittard echter zwaar geblesseerd aan zijn knie. Op 7 februari 2022 maakte hij zijn rentree bij Jong FC Utrecht en op 13 maart 2022 keerde hij terug in het eerste elftal van FC Utrecht.
Na enkele wedstrijden raakte St. Jago op 24 april 2022 in de uitwedstrijd tegen Feyenoord wederom zwaar geblesseerd aan zijn knie. De verwachting was dat hij in het kalenderjaar 2022 niet meer in actie zal komen. In oktober 2022 meldde St. Jago dat hij hoopte om na de winterstop van het seizoen 2022/23 weer terug te keren. Hij maakte op 13 februari 2023 zijn opwachting in de wedstrijd tussen Jong FC Utrecht en Telstar (0-1 verlies). Hij startte de wedstrijd in de basis en werd na een halfuur gewisseld. Na verschillende blessures weer volledig terug te zijn, zou St. Jago in aanloop naar de start van het seizoen 2023/24 van de club gelijke kansen krijgen ten opzichte de andere centrale verdedigers. De realiteit bleek daar volgens St. Jago echter erg van te verschillen, aangezien hij al vroeg in de zomerse transferperiode te horen kreeg geen perspectief meer te hebben.

### Willem II
Op 1 september 2023 tekende St. Jago een tweejarig contract bij Willem II. Enkele dagen voor de overstap raakte hij geblesseerd op een training, waarbij werd gevreesd voor opnieuw een langdurige blessure. Dit bleek echter niet het geval te zijn, waarna hij na de transfer zijn herstel bij de club uit Tilburg voortzette. Halverwege dezelfde maand deed St. Jago voor het eerst gedeeltelijk mee met de groepstrainingen. Bij Willem II werd St. Jago na zijn komst gezien als rechtervleugelverdediger. In het seizoen 2023/24 werd hij met Willem II kampioen van de Eerste divisie, waarmee club terugkeerde op het hoogste niveau (de Eredivsie). St. Jago miste de slotfase van het seizoen door een blessure. Maar hij werd wel gezien als een belangrijke kracht voor het elftal.

## Clubstatistieken

### Beloften
| Seizoen                    | Club            | Competitie      | Competitie | Competitie | Overig | Overig | Totaal | Totaal |
| Seizoen                    | Club            | Competitie      | Wed.       | Dlp.       | Wed.   | Dlp.   | Wed.   | Dlp.   |
| -------------------------- | --------------- | --------------- | ---------- | ---------- | ------ | ------ | ------ | ------ |
| 2017/18                    | Jong FC Utrecht | Eerste divisie  | 0          | 0          | 0      | 0      | 0      | 0      |
| 2018/19                    | Jong FC Utrecht | Eerste divisie  | 7          | 0          | 0      | 0      | 7      | 0      |
| 2019/20                    | Jong FC Utrecht | Eerste divisie  | 21         | 2          | 0      | 0      | 21     | 2      |
| 2020/21                    | Jong FC Utrecht | Eerste divisie  | 1          | 0          | 0      | 0      | 1      | 0      |
| 2021/22                    | Jong FC Utrecht | Eerste divisie  | 5          | 0          | 0      | 0      | 5      | 0      |
| 2022/23                    | Jong FC Utrecht | Eerste divisie  | 7          | 0          | 0      | 0      | 7      | 0      |
| Carrière totaal            | Carrière totaal | Carrière totaal | 41         | 2          | 0      | 0      | 41     | 2      |
| Bijgewerkt op 6 april 2025 |                 |                 |            |            |        |        |        |        |

### Senioren
| Seizoen                        | Club            | Competitie      | Competitie | Competitie | Beker | Beker | Europees | Europees | Overig | Overig | Totaal | Totaal |
| Seizoen                        | Club            | Competitie      | Wed.       | Dlp.       | Wed.  | Dlp.  | Wed.     | Dlp.     | Wed.   | Dlp.   | Wed.   | Dlp.   |
| ------------------------------ | --------------- | --------------- | ---------- | ---------- | ----- | ----- | -------- | -------- | ------ | ------ | ------ | ------ |
| 2019/20                        | FC Utrecht      | Eredivisie      | 1          | 0          | 1     | 0     | –        | –        | 0      | 0      | 2      | 0      |
| 2020/21                        | FC Utrecht      | Eredivisie      | 24         | 0          | 2     | 0     | –        | –        | 0      | 0      | 26     | 0      |
| 2021/22                        | FC Utrecht      | Eredivisie      | 3          | 0          | 0     | 0     | –        | –        | 0      | 0      | 3      | 0      |
| 2022/23                        | FC Utrecht      | Eredivisie      | 0          | 0          | 0     | 0     | –        | –        | 0      | 0      | 0      | 0      |
| 2023/24                        | FC Utrecht      | Eredivisie      | 0          | 0          | 0     | 0     | –        | –        | 0      | 0      | 0      | 0      |
| 2023/24                        | Willem II       | Eerste divisie  | 24         | 2          | 2     | 1     | –        | –        | 0      | 0      | 26     | 3      |
| 2024/25                        | Willem II       | Eredivisie      | 27         | 0          | 2     | 0     | –        | –        | 0      | 0      | 29     | 0      |
| 2025/26                        | KV Mechelen     | Eerste klasse A | 2          | 0          | 0     | 0     | –        | –        | 0      | 0      | 2      | 0      |
| Carrière totaal                | Carrière totaal | Carrière totaal | 81         | 2          | 7     | 1     | –        | –        | 0      | 0      | 88     | 3      |
| Bijgewerkt op 16 augustus 2025 |                 |                 |            |            |       |       |          |          |        |        |        |        |

## Interlandcarrière
Gedurende zijn tijd in de jeugdopleiding van FC Utrecht werd St. Jago meermaals geselecteerd voor Nederlandse jeugdelftallen. Zo speelde hij met Nederland onder 17 in mei 2017 drie (van in totaal de vier) wedstrijden mee op het EK onder 17. Voor Nederland onder 18 stond St. Jago twee keer als aanvoerder op het veld. In maart 2024 deed Dick Advocaat, die St. Jago nog kende uit een periode bij FC Utrecht, St. Jago een aanbod om voor Curaçao uit te gaan komen. Het aanbod werd afgeslagen omdat St. Jago geen duels met Willem II wilde missen gezien de mogelijkheden in de competitie. Daarnaast gaf hij aan nog altijd te dromen van het Nederlands elftal.

## Erelijst
In het seizoen 2020/21 werd St. Jago tweede achter Sander van de Streek bij de uitreiking van de David di Tommaso-trofee. De derde prijs ging naar Mark van der Maarel. Deze trofee gaat jaarlijks naar de beste speler van een bepaald seizoen. De winnaars worden gekozen door de supporters van FC Utrecht.
In het seizoen 2023/24 werd St. Jago met Willem II kampioen van de Eerste divisie.